# 出雲範子
出雲範子（いずも のりこ、1982年 - ）は、NLCサウンド所属の音響効果技師。過去にスワラプロダクションに所属していた。

## 履歴・人物
主にサテライト・スタジオディーン・エイトビット作品の音響効果やダックスプロダクションが音響制作を担当するアニメ作品に数多く参加している。

## 効果音担当作品

### 放送中の作品
- アン・シャーリー（NHK）
- 美男高校地球防衛部ハイカラ！（MX）
- 勇者パーティーを追放された白魔導師、Sランク冒険者に拾われる 〜この白魔導師が規格外すぎる〜（MX）

### 過去の担当作品

#### スワラ・プロ時代

##### テレビアニメ
- かみちゃまかりん（TX）
- おとめ妖怪 ざくろ（TX）
- FAIRY TAIL（TX）※#61からフリー以降
- Rio RainbowGate!（UHF）
- Starry☆Sky（UHF）
- あまつき（UHF）
- うみねこのなく頃に（UHF）
- 宙のまにまに（UHF）
- うえきの法則（TX）（後期）
- ヴァイス・サヴァイヴシリーズ（TBS）
- 純情ロマンチカシリーズ（UHF）
- つよきす Cool×Sweet（UHF）※今野康之と共同担当
- しおんの王（CX）
- シャイニング・ティアーズ・クロス・ウィンド（UHF）
- 十兵衛ちゃん2 -シベリア柳生の逆襲-（TX） ※奥田維城と共同担当
- 君が主で執事が俺で（UHF）
- ケンコー全裸系水泳部 ウミショー（UHF）
- Soul Link（UHF）
- デジモンセイバーズ（CX）
- ナイトウィザード The ANIMATION（UHF）
- にゃんこい!（TBS）
- 伯爵と妖精（UHF）
- パンプキン・シザーズ（UHF）
- B型H系（UHF）
- ヴァンパイア騎士シリーズ （TX）
- 美肌一族（TX）
- すもももももも 地上最強のヨメ (EX)
- レジェンズ 甦る竜王伝説（CX）（効果助手）
- 僕等がいた（UHF）※奥田維城と共同担当
- 蟲師（CX）※奥田維城と共同担当

##### Webアニメ
- Candy☆Boy
- Axis powers ヘタリアシリーズ

#### フリー・NLCサウンド設立以降

##### テレビアニメ
- 世界一初恋シリーズ（UHF）
- 夏目友人帳 参（TX）
- 夏目友人帳 肆（TX）
- テルマエ・ロマエ（CX）
- 男子高校生の日常（TX）
- 妖狐×僕SS（MBS-JNN）
- 緋色の欠片シリーズ（ytv-UHF）
- 武装神姫（TBS）
- 神様はじめましたシリーズ（TX）
- ヤマノススメシリーズ（UHF）
- イクシオン サーガ DT（TX）
- Fate/kaleid liner プリズマ☆イリヤシリーズ（UHF）
- 魔界王子 devils and realist（TX）
- ローゼンメイデン（新アニメ）（TBS）
- 八犬伝―東方八犬異聞―（UHF）
- DIABOLIK LOVERSシリーズ（UHF）
- メガネブ!（UHF）
- ワルキューレ ロマンツェ（UHF）
- いなり、こんこん、恋いろは。（UHF）
- ハマトラシリーズ（TX）
- 桜Trick（TBS）
- pupa（UHF）
- 一週間フレンズ。（UHF）
- 大図書館の羊飼い（UHF）
- 美男高校地球防衛部LOVE!シリーズ（TX）
- ログ・ホライズン（NHK）
- オレカバトル（TX）※小澤奈津江と共同担当
- 暗殺教室シリーズ（CX）
- 雨色ココアシリーズ（UHF）
- 空戦魔導士候補生の教官（UHF）
- ランス・アンド・マスクス（TBS）
- SUPER LOVERSシリーズ（UHF）
- くまみこ（UHF）
- とんかつDJアゲ太郎（UHF）
- 少年メイド（TBS）
- 坂本ですが?（TBS）
- 甘々と稲妻（UHF）
- ダンガンロンパ3 -The End of 希望ヶ峰学園- 未来編（UHF）
- 夏目友人帳 伍（TX）
- マジきゅんっ!ルネッサンス（UHF）
- 信長の忍び（UHF）
- ACCA13区監察課（UHF）
- 王室教師ハイネ（TX）
- 夏目友人帳 陸（TX）
- アホガール（UHF）
- DIVE!!（CX）
- ヘボット!（NBN-ANN）
- 時間の支配者（UHF）
- 神田川JET GIRLS（UHF)
- 無能なナナ（UHF)
- 究極進化したフルダイブRPGが現実よりもクソゲーだったら（UHF)
- ソマリと森の神様（UHF)
- うちタマ?!～うちのタマ知りませんか？～（CX）
- 「艦これ」いつかあの海で（UHF)
- 葬送のフリーレン（NTV)
- 薬屋のひとりごと（NTV)
- 月が導く異世界道中 第二幕（UHF）
- 異世界でもふもふなでなでするためにがんばってます。（UHF）
- 多数欠（NTV)
- 夏目友人帳 漆（TX）※前島未沙と共同担当
- 妃教育から逃げたい私（UHF）
- 薬屋のひとりごと第2期（NTV)

##### アニメ映画・OVA・Webアニメ
- ガラスの仮面ですが THE MOVIE 女スパイの恋! 紫のバラは危険な香り!?
- 劇場版 FAIRY TAIL 鳳凰の巫女
- 劇場版 FAIRY TAIL -DRAGON CRY-
- 天才バカヴォン〜蘇るフランダースの犬〜
- 秘密結社鷹の爪 鷹の爪GO 〜美しきエリエール消臭プラス〜
- 鷹の爪7 〜女王陛下のジョブーブ〜
- 鷹の爪8 吉田くんの×（バッテン）ファイル
- DCスーパーヒーローズ vs 鷹の爪団
- とつくにの少女
- おジャ魔女どれみ お笑い劇場
- ポッピンQ